# بحيرة سيف الملوك

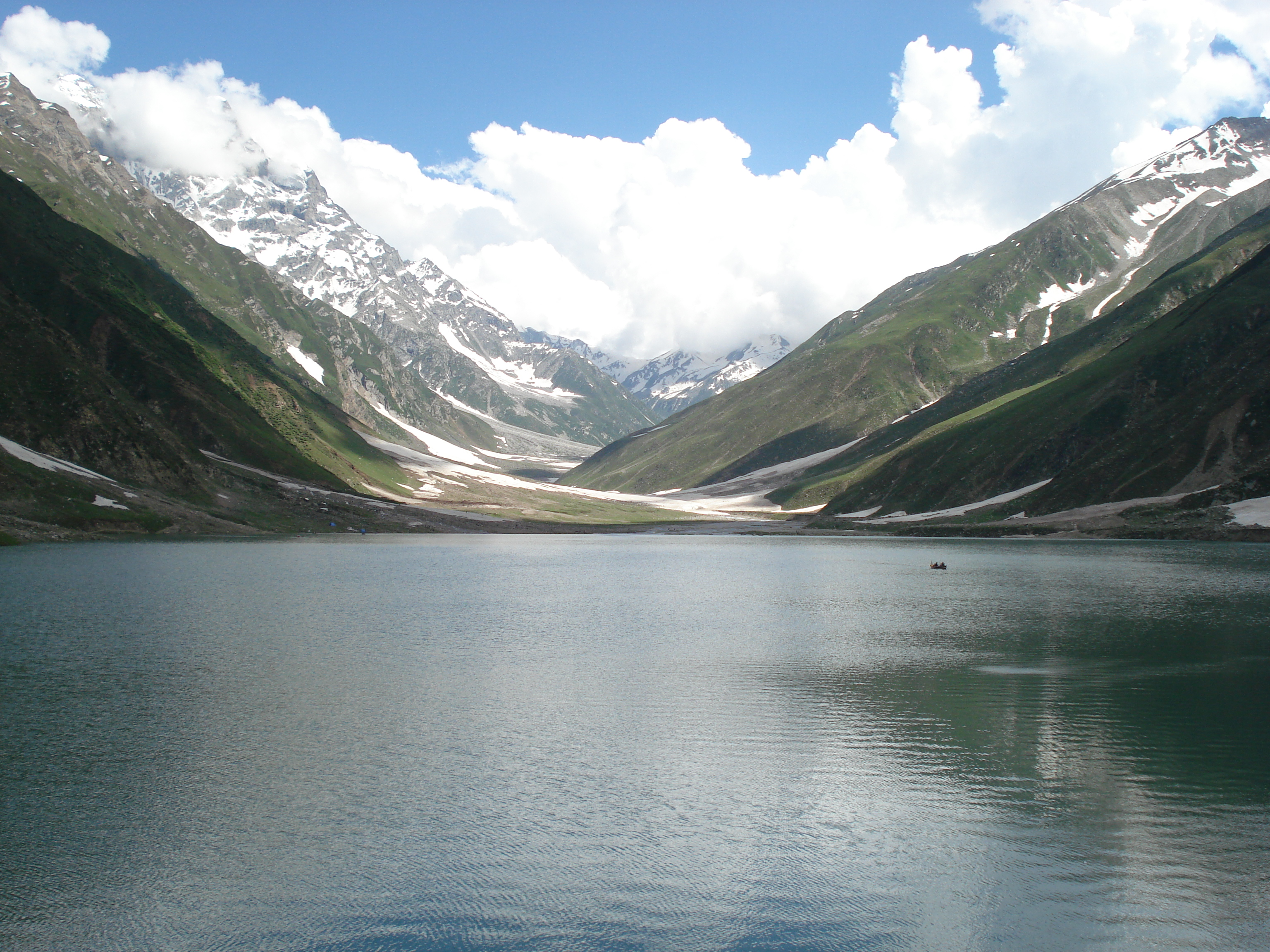
بحيرة سيف الملوك خلال شهر حزيران

بحيرة سيف الملوك في شمال باكستان الذي يعد منطقة سياحية من الدرجة الأولى وفي مقاطعة ناران تقع بحيرة سيف الملوك العالقة بين قمم الجبال الثلجية على ارتفاع ثلاثة آلاف متر عن سطح البحر.
أجواء باردة وجمال خلاب ومتعة المغامرة في الوصول إليها عوامل تدفع السياح إلى زيارتها في فصل الصيف للهروب من أشعة الشمس الحارقة ولو لبعض الوقت.
الطريق إلى بحيرة سيف الملوك هو وحده قصة لها فصولها فهو طريق جبلى محفوف بالجمال والمخاطر في أن واحد فسيارات الدفع الرباعى هي وحدها القادرة على الحركة من مدينة ناران عبر طريق جبلى وعر لمدة ساعة تقريبا حيث تتوقف مجبرة عند منتصف الطريق الموءدية إلى البحيرة.
ومن ثم يتوجب على السائح الاختيار بين المضى قدما إلى موقع البحيرة مشيا على الاقدام نحو ساعة أخرى من الزمن أو استخدام البغال التي توءجر بكثرة في المكان.
وبسبب انتشار الثلوج ومخاوف الانزلاق أثناء صعود الجبال المحيطة بالبحيرة يتوجب على الزوار انتعال أحذية خاصة تسهل المشى على الثلوج واستخدام عصا في رحلة مثيرة بكل معنى الكلمة.
ورغم المخاطر المحيطة بالمكان فان سحر وجمال الطبيعة ينسيان الزوار الكثير من متاعب الرحلة.
وقبل الوصول إلى البحيرة تطل قمم ملكا بربرت الجبلية برأسها وهي قمم مغطاة بالثلوج الكثيفة وتخفى خلفها قصصا وحكايات.
وملكا بربرت هي ثاني أعلى قمم جبلية في باكستان بعد كى تو وان أحدا لم يتمكن بعد من تسلقها رغم محاولة البعض الذين قضوا أثناء عملية التسلق فضلا عن أن الجذب المغناطيسى لهذه القمم عال جدا وهو ما يحول دون تمكن الطائرات من التحليق فوقها.
وبحيرة سيف الملوك التي تقع على ارتفاع 3300 متر عن سطح البحر تمنح هدوءا وجمالا خلابا ينقل المرء إلى عالم اخر عنوانه الخروج عن المالوف فيما قمم الجبال البيضاء تعانق السحاب في أجواء بهيجة وكأن احتفالا ما يعم المكان.
وتحكى هذه البحيرة قصة عشق مريرة لحاكم يدعى سيف الملوك /عرفت البحيرة باسمه/أما ماوءها البارد فيحوى نوعا خاصا من السمك يدعى دروت يقول سكان المنطقة انه دواء لمئات الامراض وتتزود البحيرة بالماء من ذوبان الثلوج الراسية على قمم الجبال من حولها وتبقى متجمدة تسعة أشهر إلى أن يحل الصيف ايذانا باستقبال عشاقها.
ويتوفر أيضا صالات تزلج طبيعية على ضفاف بحيرة سيف الملوك وتضفى على المكان رونقا من نوع خاص فاللهو واللعب بكرات الثلج يزيد أيضا من استمتاع الزوار بالمكان كما أن مطعما صغيرا متواضعا على ضفة البحيرة الغربية يوفر فرصة شرب كوب شاى ساخن مع التمتع بجمال الطبيعة.